# 入出二門偈
『入出二門偈』（にゅうしゅつにもんげ）は、親鸞が著わした偈頌（げじゅ）である。
天親の『浄土論』と、それを解釈した曇鸞・道綽・善導の解釈を讃嘆したものである。
天親と曇鸞の解釈を中心に、ことに天親の「五念門」を中心に、礼拝・讚嘆・作願（さがん）・観察（かんざつ）に応じる近門・大会衆門・宅門・屋門の入の四門と、回向に応える園林遊戯地門の出の第五門の五つの功徳門をあわせて「入出二門」として解釈する。
本来、往生する人の修行として論じられていたものを、親鸞はすべて法蔵菩薩が修行し終わったものであると論じて、「願力成就を五念と名づく」としている。この解釈は、曇鸞の『浄土論註』（『往生論註』）に基づく。
この偈文では、さらに道綽ならびに善導の解釈を賞賛している。